# Roger Schawinski

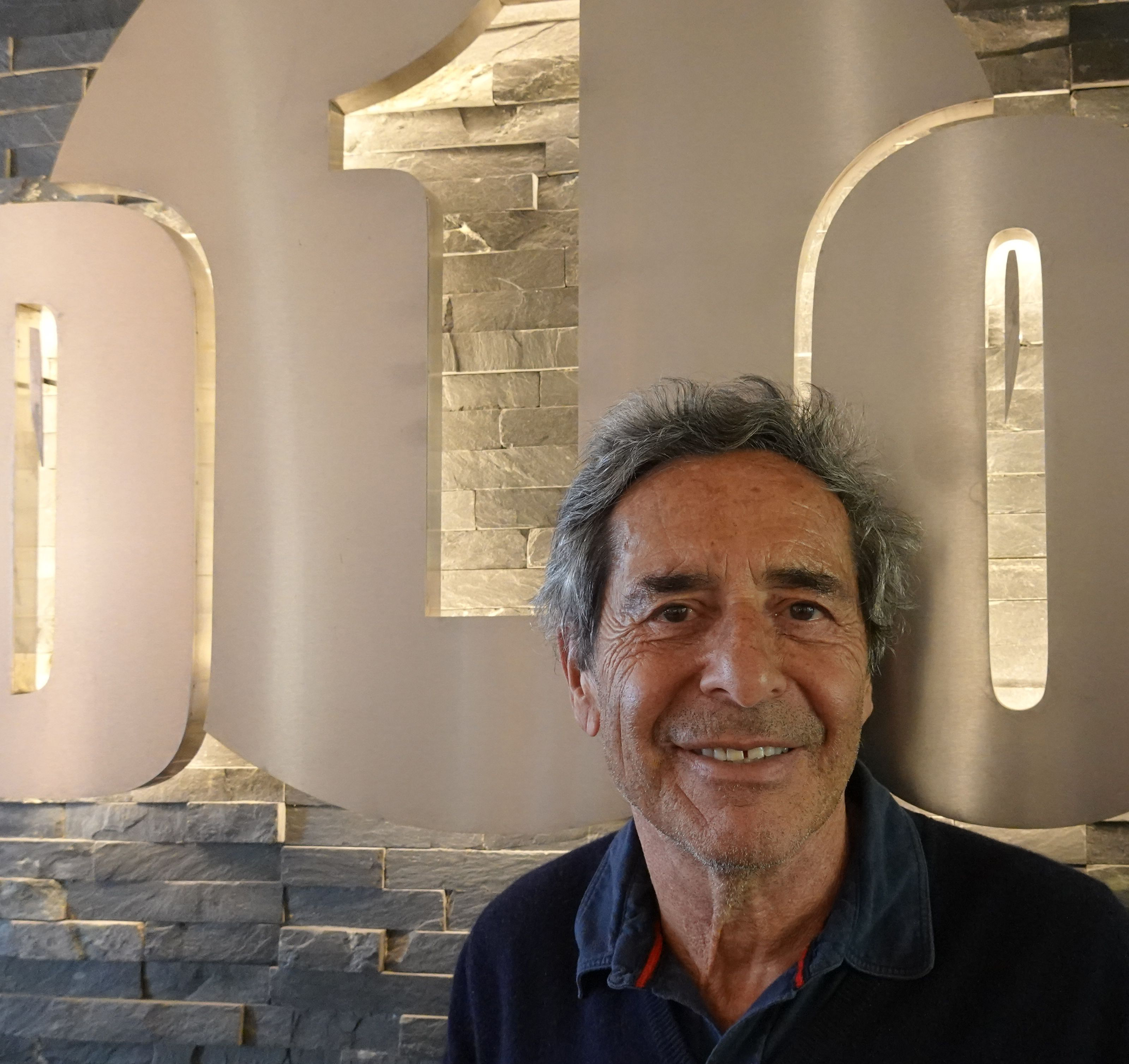
Roger Schawinski in seinem Radio 1 (2021)

Roger Schawinski (* 11. Juni 1945 in Zürich) ist ein Schweizer Journalist, Autor und Medienunternehmer. Er ist als Pionier des Schweizer Privatradios und als Fernsehmoderator bekannt.
Schawinski gründete das Konsumentenmagazin Kassensturz des Schweizer Fernsehens, das erste Schweizer Privatradio Radio 24, den ersten Schweizer Privatfernsehsender TeleZüri, das «Radio 1 für Erwachsene» und das erste nationale Privatfernsehen Tele24. Er moderierte Fernsehsendungen, war Chefredaktor der Zeitung Die Tat und Herausgeber des Monatsmagazins Bonus. Von 2003 bis 2006 war er Geschäftsführer des deutschen Privatfernsehsenders Sat.1.

## Leben und Wirken
Roger Schawinski wurde in Zürich geboren. Als Kind des jüdischen Textilwarenhändlers Abraham Schawinski ist er in Zürich-Wiedikon aufgewachsen. Sein Vater stammte aus Polen und hiess bis 1943 Szczawiński. Die Familie bekam 1946 das Stadtbürgerrecht von Zürich und somit die Schweizer Staatsbürgerschaft. Schawinski zufolge wanderten seine Vorfahren schon vor dem Ersten Weltkrieg nach Chur und damit in Graubünden ein.
Nach der Handelsschule an der Kantonsschule Enge erwarb Schawinski im Alter von 21 Jahren die Maturität auf dem zweiten Bildungsweg. Er studierte Wirtschaftswissenschaften an der Universität St. Gallen (HSG). 1973 wurde er mit der Arbeit Die sozio-ökonomischen Faktoren des Fremdenverkehrs in Entwicklungsländern: Der Fall Guatemala auf dem Gebiet der Nationalökonomie promoviert. Während seiner Studienzeit verbrachte er zwei Semester an der Central Michigan University und erwarb dort ein MBA. Zudem absolvierte er ein Volontariat bei der Neuen Presse in Zürich. Ab 1972 arbeitete er zunächst als Journalist für das Schweizer Fernsehen. Er gründete und moderierte ab 1974 das Konsumentenmagazin Kassensturz.
Von Juli 1977 arbeitete er als Chefredaktor bei der Migros-Tageszeitung Die Tat, die dabei als Boulevardzeitung neu lanciert wurde. Die neue Tat war oft wirtschaftskritisch und schlug einen scharfen Ton an, dies missfiel der Geldgeberin Migros. Deren Management wollte die redaktionelle Linie bestimmen. Der Streit zwischen Zeitung und Besitzerin eskalierte mit der fristlosen Entlassung Schawinskis 1978. Die verbliebenen Journalisten gingen nach seiner Entlassung im Juli 1978 in den Streik, ihnen wurde ebenfalls fristlos gekündigt. Die Tat wurde darauf eingestellt.
1979 gründete er das erste Schweizer Privatradio Radio 24, das zunächst als italienischer Sender vom Pizzo Groppera in Oberitalien aus mit dem damals stärksten UKW-Rundfunk-Sender der Welt als Radiopirat in die Schweiz sendete, ehe es, nach Unterstützung durch die damalige Jugendbewegung und einer breiten Öffentlichkeit, 1983 in der Schweiz neben anderen Privatradioveranstaltern konzessioniert wurde. Im April 1981 erhielt Schawinski dafür eine Auszeichnung des amerikanischen Billboard-Magazins.

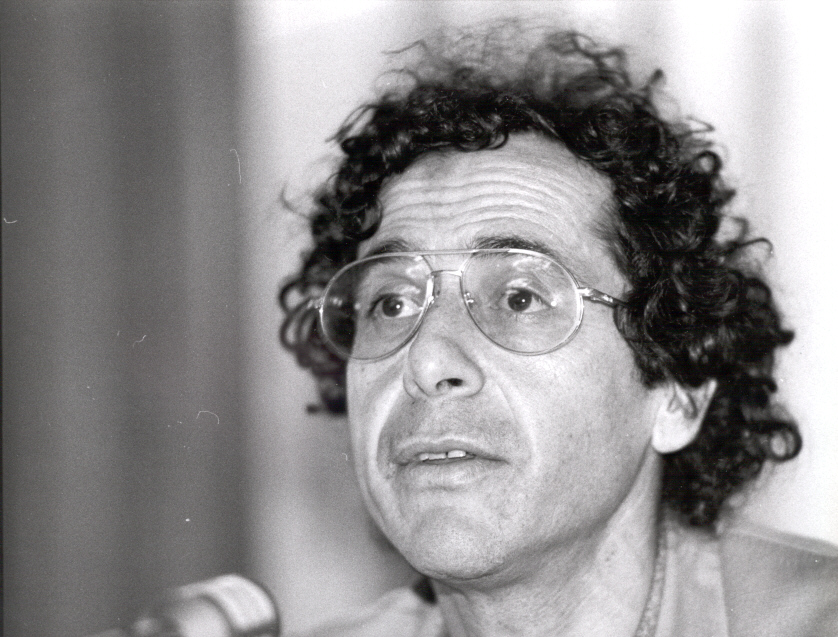
Roger Schawinski (1991)

In den 1980er-Jahren war Schawinski Geschäftsführer der Stella-Gruppe, die Kinos in mehreren Schweizer Städten besass und im Filmverleih sowie der Filmproduktion tätig war. Er gründete das Zürcher Stadtmagazin Bonus, das bis 1996 erschien. 1991 gründete er den Klassik-Radiosender Opus Radio, der 1992 mangels definitiver Bewilligung für eine UKW-Verbreitung seinen Betrieb wieder einstellen musste.
Schawinski gründete mit TeleZüri den ersten privaten Lokalfernsehsender in der Schweiz, der 1994 auf Sendung ging. Dort moderierte er unter anderem die Talkshow «TalkTäglich», in der er sich mit Gästen unterhielt. 1995 wurde Schawinski mit dem Tele-Preis, 1996 mit dem Zürcher Radio- und Fernsehpreis ausgezeichnet. 1998 gründete er mit Tele24 den ersten landesweiten privaten Fernsehsender in der Schweiz, wofür er im gleichen Jahr mit dem Gottlieb-Duttweiler-Preis gewürdigt wurde. 1999 übernahm die Schweizer Grossbank Credit Suisse 40 Prozent der Aktien von Schawinskis Belcom Holding AG, in deren Besitz sich die verschiedenen Unternehmen befanden. Das Schweizer Medienunternehmen Tamedia AG übernahm im August 2001 für 80 Millionen Schweizer Franken Radio 24 und TeleZüri. Tele24 wurde danach eingestellt.
Am 4. Dezember 2003 wurde Schawinski vom neuen Eigentümer Haim Saban zum Geschäftsführer des Privatfernsehsenders Sat.1 ernannt. Mit einigen Ankündigungen, unter anderem mit der Show Anke Late Night, geriet er zu Beginn in die Kritik. Im Juni 2005 wurde sein Vertrag um zwei Jahre verlängert. Der von ihm initiierte Wiederbelebungsversuch der Sendung Talk im Turm namens Talk der Woche lief nur vom 7. August bis zum 9. Oktober 2005 und wurde aufgrund zu niedriger Einschaltquoten schon nach zehn Folgen abgesetzt. Der Marktanteil von Sat.1 stieg unter Schawinski zunächst von 10,2 Prozent (2003) auf 10,9 Prozent (2005) und sank im Jahr 2006 – dem Jahr der Fussball-WM in Deutschland –  auf 9,8 Prozent. Als Schawinski den Sender übernahm, machte dieser keinen Gewinn, 2006 erzielte er einen Rekordgewinn von mehr als 200 Millionen Euro.
Ende November 2006 gab Schawinski bekannt, dass er Sat.1 zum Jahresende 2006 aus eigenem Entschluss vorzeitig verlassen werde. Sein Nachfolger wurde Matthias Alberti. Anfang Oktober 2007 kaufte Schawinski von Frédéric Dru das Zürcher Radio Tropic, um daraus einen neuen Radiosender zu starten. Der neue Sender mit dem Namen Radio 1 ging am 17. März 2008 erstmals auf Sendung. Ab Oktober 2007 wurde er Aktionär des Verlags Kein & Aber. Von 2010 bis 2015 diskutierte er mit Roger Köppel jeweils montags im Format Roger gegen Roger aktuelle Themen. 2016 wurde die Sendung mit Markus Somm, dem damaligen Verleger und Chefredaktor der Basler Zeitung, fortgesetzt. 2010 stieg er mit einer Beteiligung von 24 % bei der Köln-Berliner Produktionsfirma solisTV ein. Schawinski schrieb von 2009 bis 2013 wöchentlich eine Kolumne in der SonntagsZeitung. Er war 1987 bei der Lancierung der Zeitung im Kolumnistenteam des Blattes.
Nach 34 Jahren kehrte Schawinski, der «zu einem der schärfsten Kritiker der SRG avanciert» war, zum Schweizer Fernsehen zurück, wo er seine journalistische Laufbahn begonnen hatte. Vom 22. August 2011 bis zum 23. März 2020 moderierte er dort die nach ihm benannte Talksendung «Schawinski» jeden Montag auf SRF 1. Dort pflegte er jeweils mit Exponenten aus Politik und Wirtschaft zu diskutieren. Ende Januar 2022 folgte die Neuauflage der Sendung auf dem Privatsender Blue Zoom, wurde jedoch bereits Ende 2022 wieder abgesetzt.
Im Januar 2014 übernahm Schawinski den Sender Radio 105 mit dem Ziel, ihn in Radio 1 zu integrieren. Der Sender hatte zuvor Konkurs anmelden müssen. 2018 veröffentlichte Schawinski eine Streitschrift gegen die No-Billag-Initiative, die er zu einer der wichtigsten Auseinandersetzungen erklärte, was Aufsehen erregte, weil er viele Jahre vehement gegen das Monopol der SRG gekämpft hatte.
Ebenfalls 2018 veröffentlichte Schawinski ein Buch über Verschwörungstheorien, in dem er auch aktuelle Vertreter dieser Denkart wie Alex Jones, Ken Jebsen oder Daniele Ganser kritisiert. Die Neue Zürcher Zeitung bezeichnete es als süffig geschrieben, monierte aber den einigermassen alarmistischen Tonfall. Die Basler Zeitung lobte das Buch als «kluges, aufschlussreiches, ja brillantes Buch», Schawinskis Recherche zu Daniele Ganser «gehört zum Besten im Buch». Moniert wurde allenfalls, dass Schawinski zu wenig auf Verschwörungstheorien von links eingehe. Das Journal21 kam zu der Einschätzung, dass der Leser des «faktenreiche[n] Buch[s] über den obskuren Kosmos der Verschwörungstheorien, deren zynische Produzenten und ihre blauäugigen oder verbitterten Anhängergemeinden […] einiges an aufklärerischen Einsichten zu diesem hochaktuellen Themenkreis» gewinnen könne.
Zuletzt setzte er sich gegen die zuerst für August 2022 geplante Abschaltung des öffentlich-rechtlichen UKW-Rundfunk-Netzes in der Schweiz ein, die den kommerziellen Veranstaltern dem Umstieg erleichtern soll. Sie würde mehrere Millionen funktionstüchtige Radios praktisch über Nacht in Elektroschrott verwandeln. Im Januar 2023 sollten dann auch die privaten Radiostationen ihre UKW-Sender vom Netz nehmen müssen. Gegen diese geplante Einstellung der UKW-Radiosender in der Schweiz hatte Roger Schawinski im Juli 2021 eine Online-Petition mit über 60'000 Unterschriften eingereicht. Die Petition verlangte, die geplante Einstellung aller UKW-Sender rückgängig zu machen. Ein vorzeitiges Abstellen aller UKW-Sender verletze die im Radio- und Fernsehgesetz garantierte Empfangsfreiheit, teilte Schawinski damals mit. Als Folge davon hat der Bundesrat die UKW-Funkkonzessionen für die Radiobranche ein letztes Mal bis Ende 2026 verlängert. Danach können Radioprogramme definitiv nicht mehr über UKW, sondern nur noch digital verbreitet werden.

## Privates
Schawinski ist seit 1996 in dritter Ehe verheiratet und lebt in Zürich. Er hat mit seiner heutigen Ehefrau Gabriella Sontheim die gemeinsame Tochter Lea Schawinski, die wie ihre Mutter Verwaltungsrätin bei Radio 1 ist. Die erste Ehe von 1970 blieb kinderlos. Aus der zweiten Ehe von 1981 stammen ein Sohn (* 1981) und eine Tochter (* 1983). Sein Sohn Kevin Schawinski war bis 2018 Professor für Astrophysik an der ETH Zürich.
Im März 2014 erschien seine Autobiografie Wer bin ich?
2018 engagierte er sich im Pro-Komitee für das private Projekt «Ensemble» von HRS und Credit Suisse (ein neues Fussballstadion mit zwei Hochhäusern) in Zürich. Das Projekt wurde angenommen.

## Kontroversen

### Eklats in Fernsehsendungen
In Schawinskis Sendungen kam es in der Vergangenheit zu verschiedenen Eklats, u. a. den folgenden:
- Ueli Maurer verliess 1999 während der laufenden Sendung den «SonnTalk» auf Tele24, nachdem Schawinski ihn als «im Prinzip Parteipräsident von Blochers Gnaden» bezeichnet hatte.[40]
- In der Sendung «TalkTäglich» auf TeleZüri warf er einmal das Buch seines Gastes, der Autorin Catherine Herriger, durch das Studio.[41]
- Die Politologin Regula Stämpfli sagte einen Besuch in seiner Talkshow «Schawinski» mit der Begründung ab, sie sei im Ankündigungstext zur Sendung bereits als extrem polarisierende Person dargestellt worden, die gerade daran grossen Spass zu haben scheine, und auch Diplomatie und Feinfühligkeit suche man in ihren Kolumnen vergebens.[42]
- In Schawinskis Radio-Talkshow auf seinem eigenen Sender Radio 1 kam es in der Sendung vom 6. September 2009 mit Klaus J. Stöhlker zu diversen Beschimpfungen.[43][44]
- Im Dezember 2014 bezeichnete er den Kabarettisten Andreas Thiel nach einem emotional verlaufenen Interview, als die Kameras nicht mehr liefen, als «Arschloch».[45]
- In seiner Talkshow Schawinski auf SRF 1 fragte er die Prostituierte Salomé Balthus, Tochter des DDR-Künstlerpaares Reinhard Lakomy und Monika Ehrhardt, im Anschluss an einen Einspieler, der gemäss einer These der Feministin Alice Schwarzer den sexuellen Missbrauch in der Kindheit von Prostituierten als unmittelbaren Zusammenhang mit der späteren Prostitution selbst thematisiert: «Ist das bei Ihnen auch der Fall gewesen?»[46]
- Am 23. Dezember 2021 konfrontierte Schawinski in seinem wöchentlichen Corona-Talk den Präsidenten der Eidgenössischen Impfkommission Christoph Berger mit dem seiner Meinung nach zu langsamen Fortschreiten der Booster-Kampagne im Rahmen der Corona-Pandemie. Berger beendete das Interview vorzeitig, Schawinski bezeichnete ihn anschliessend als «Fehlbesetzung».[47]

### Übernahme von Texten aus der Wikipedia und anderen Quellen
Im Jahr 2016 veröffentlichte Schawinski das Buch Ich bin der Allergrösste. Warum Narzissten scheitern im Verlag Kein & Aber. Laut dem Tages-Anzeiger wurden hierbei sowohl Texte aus der Wikipedia als auch von Zeitungsartikeln – so etwa dem Spiegel – übernommen, ohne dass diese als Quellen in dem Buch ausgewiesen werden. Es gebe zudem viele Formulierungen, die man im Internet auf anderen Websites finden könnte, so etwa in Artikeln der Zeit und der NZZ. Der Sachbuchlektor Ulrich Nolte vom Verlag C. H. Beck kritisierte dies in einem Interview als «Betrug am Leser».

## Ehrungen
- 2016 verlieh ihm die Universität Freiburg den Ehrendoktor. Damit wurde sein Einsatz für die Medienfreiheit und -vielfalt gewürdigt.[50][51]
- 2022 wurde er von der Jury des Zürcher Journalistenpreises für sein Lebenswerk ausgezeichnet.[52]

## Werke
Mehrere seiner Bücher wurden in der Schweiz zu Bestsellern:
- Die sozio-ökonomischen Faktoren des Fremdenverkehrs in Entwicklungsländern: Der Fall Guatemala. Haupt Verlag, Bern 1973, ISBN 3-258-01360-8 (Dissertation).
- Radio 24. 24 Stunden Nonstop. Die Geschichte des ersten freien Radios in der Schweiz. Verlag Radio 24, Bern 1982, ISBN 3-907755-00-6.
- Kassensturz – das Buch zur Fernsehsendung über Konsum, Geld und Arbeit. Benteli Verlag, Bern, ISBN 3-7165-0043-7.
- zusammen mit Ina Schawinski, Ueli Kasser: Vergiftet. Wie wir ein Haus bauten, das uns krank machte. Unions-Verlag, Zürich 1986, ISBN 3-293-00113-0.
- Das Ego-Projekt. Lebenslust bis 100. mvg, Landsberg/München 2002, ISBN 3-478-73380-4.
- TV-Monopoly. Die Inside-Story. Orell Füssli, Zürich 2002, ISBN 3-280-05032-4.
- Wer wird Milliardär? Der Börsenhype und seine Macher. Orell Füssli, Zürich 2003, ISBN 3-280-05060-X.
- Die TV-Falle. Vom Sendungsbewusstsein zum Fernsehgeschäft. Kein & Aber, Zürich 2007, ISBN 3-0369-5505-4.
- Wer bin ich? Kein & Aber, Zürich 2014, ISBN 978-3-0369-5693-0 (Vorabdruck (Memento vom 4. März 2014 im Internet Archive); Rezension).
- Ich bin der Allergrösste. Warum Narzissten scheitern. Kein & Aber, Zürich 2016, ISBN 978-3-0369-5749-4.
- No Billag? Die Gründe und die Folgen. Wörterseh, Gockhausen 2018, ISBN 978-3-03763-094-5.
- Verschwörung! Die fanatische Jagd nach dem Bösen in der Welt. NZZ Libro, Zürich 2018, ISBN 978-3-03810-327-1.[53]
- Die Schawinski-Methode. Erfolgsrezepte eines Pioniers. NZZ Libro, Zürich 2020, ISBN 978-3-03810-491-9.[54]
- Anuschka und Finn. Die Geschichte eines Medienskandals. Radio 1 Verlag, Zürich 2023, ISBN 978-3-033-09890-9.

## Dokumentarfilme
- Beat Hirt: Jolly Roger – Ein Kapitel Schweizer Mediengeschichte. Mesch & Ugge, Zürich 2003.[55]
- Michael Bühler: Roger Schawinski. DOK, 2020 (Video, 50 min)[56]

## Interviews
- «Irgendwann platzt die Blase». In: Der Spiegel. 20. August 2007
- Ronnie Grob: «Ich habe so viel mehr erreicht, als ich mir jemals vorgestellt habe». In: Medienwoche. 3. September 2012
- Sandro Brotz im Gespräch mit Roger Schawinski. In: SRF 1, Sendung «Schawinski». 16. Dezember 2013 (Video; 28 min)
- René Lüchinger, Walter Keller: Das Streitgespräch mit Schawinski. «Ich hatte immer 12 Mio Reserve». In: Blick. 22. Februar 2014